# Shorea biawak
Shorea biawak är en tvåhjärtbladig växtart som beskrevs av Peter Shaw Ashton. Shorea biawak ingår i släktet Shorea och familjen Dipterocarpaceae. Inga underarter finns listade i Catalogue of Life.